# Kaypro PC + 286i
Kaypro PC + 286i (PC + 286i) је био професионални рачунар фирме Kaypro који је почео да се производи у Сједињеним Америчким Државама од 1985. године.
Користио је Intel 80286 (8086 у Kaypro PC) као микропроцесор. RAM меморија рачунара је имала капацитет од 512 KB до 768 KB. 
Као оперативни систем кориштен је MS-DOS.

## Детаљни подаци
Детаљнији подаци о рачунару PC + 286i су дати у табели испод.
|                       |                                                           |
| [ 1 ]                 |                                                           |
| Произвођач            |                                                           |
| Тип                   | професионални рачунар                                     |
| Меморија              | 512 до 768 KB                                             |
| Поријекло             | Сједињене Америчке Државе                                 |
| Година                | 1985                                                      |
| Тастатура             | стандардна PC-XT - 84 тастера                             |
| Процесор              |                                                           |
| Фреквенција процесора | 6 па 8, затим 12 (1987)                                   |
| RAM                   | 512 до 768 KB                                             |
| ROM                   | непознато                                                 |
| Текст                 | 40 или 80 стубова x 25 линија                             |
| Графика               | Hercules графика (720 x 348) или CGA (640 x 200)          |
| Боја                  | 16, затим 256                                             |
| Звук                  | уграђени једно-канални звучник                            |
| Димензије             | 52 (ширина) x 39 (дубина) x 16 (висина) (главна јединица) |
| Портови               |                                                           |
| Оперативни систем     |                                                           |